# Philip Schulz
Philip Schulz (Kaiserslautern, 3 oktober 1979) is een Duits voormalig wielrenner. Hij werd in 2008 betrapt op het gebruik van doping en maakte vervolgens gebruik van de kroongetuigenregeling die het Duitse dopingagentschap NADA aanbood. Zijn onthullingen leidden tot het oprollen van een omvangrijk dopingnetwerk in het amateurwielrennen in Rijnland-Palts.
Vanaf 2010 reed hij voor het Belgische Continental Team Colba-Mercury en sinds 2012 kwam hij uit voor Team Worldofbike.Gr.

## Belangrijkste overwinningen
2007
- GP Oostduinkerke

2008
- GP Harzé

## Ploegen
- 1998-2002 Team Pro Sport Bikes U23
- 2003 Team Merida Bad Dürkheim
- 2004 VC Frankfurt 1883 Team Brügelmann
- 2005 VC Frankfurt 1883 Team Brügelmann
- 2006 Team Notebooksbilliger.de
- 2007 Team Yawadoo-ABM-TV Vlaanderen
- 2008 RV Rodenbach Team AXA Assekuranz AG
- 2010 Team Colba-Mercury-Dourphonie
- 2011 Team Colba-Mercury
- 2012 Team Worldofbike.gr
- 2013 Team Ur-Krostitzer Univega